# Hopea quisumbingiana
Espèce
Statut de conservation UICN

 EN C2a(i) : En danger
Hopea quisumbingiana est une espèce de plantes du genre Hopea de la famille des Dipterocarpaceae.